# Фюреди, Левенте
Левенте Фюреди (венг. Füredy Levente, р.12 января 1978) — венгерский борец греко-римского стиля, призёр чемпионата мира.

## Биография
Родился в 1978 году в Будапеште. В 2001 году занял 8-е место на чемпионате мира. В 2002 году занял 8-е место на чемпионате Европы, и 22-е место — на чемпионате мира. В 2003 году стал бронзовым призёром чемпионата мира. В 2004 году принял участие в Олимпийских играх в Афинах, но стал там лишь 15-м. В 2005 году занял 10-е место на чемпионате мира.